# Serhat Güller
Serhat Güller (ur. 18 grudnia 1968 w Eskişehirze) – turecki piłkarz występujący na pozycji obrońcy, 4-krotny reprezentant Turcji, trener piłkarski.

## Kariera klubowa
Wychowanek İnegölspor Kulübü w którym występował w latach 1986–1989 na poziomie 2. Lig. Przed sezonem 1989-1990 przeniósł się do Galatasaray SK, gdzie rozegrał 21 spotkań w 1.Lig. Po zatrudnieniu na stanowisku trenera Mustafy Denizliego odszedł z klubu. W latach 1990–1995 był graczem MKE Ankaragücü, gdzie przez 5 sezonów występował jako podstawowy zawodnik i rozegrał 126 ligowych spotkań i zdobył 6 bramek. Podczas gry dla tego klubu otrzymywał powołania do reprezentacji Turcji.
W sezonie 1995/1996 grał w Karşıyaka SK, z którą zajął ostatnie, 18. miejsce w tabeli oznaczające relegację z 1.Lig. Po spadku klubu odszedł do Kardemir Karabükspor. Następnie występował w Yimpaş Yozgatspor i Hatayspor. W 2001 roku zakończył karierę zawodniczą.

## Kariera reprezentacyjna
Ali Günçar 1989 roku zaliczył 5 spotkań w reprezentacji Turcji U-21. Zadebiutował w zremisowanym 2:2 meczu z Włochami U-21 w którym zdobył bramkę. W 1991 roku w barwach reprezentacji Turcji U-23 wziął udział w Igrzyskach Śródziemnomorskich, na których wywalczył srebrny medal.
30 maja 1992 roku zadebiutował w seniorskiej reprezentacji Turcji w przegranym 0:1 towarzyskim meczu z Niemcami w Gelsenkirchen. Ogółem w latach 1992–1993 rozegrał w drużynie narodowej 4 spotkania, nie zdobył żadnego gola.

## Kariera trenerska
W 2002 roku rozpoczął pracę w sztabie szkoleniowym Şekerspor A.Ş. Następnie przeniósł się do Kızılcahamam Belediyespor, gdzie w 2003 roku objął funkcję pierwszego szkoleniowca. W latach 2004–2006 był II trenerem w Kayserispor Kulübü i İstanbul BB. Od 2006 roku prowadził İnegölspor Kulübü, Boluspor Kulübü, Mersin İdman Yurdu, Denizlispor Kulübü, Bandırmaspor Kulübü, Kocaeli Birlik Spor, ponownie Boluspor Kulübü oraz Altay SK.

## Sukcesy
Turcja U-23
- srebrny medal na Igrzyskach Śródziemnomorskich 1991